# آرامگاه سید شمس‌الدین
بقعه سید شمس الدین مربوط به سدهٔ ۸ است و در یزد، محله چهارمنار، جنب حوض ملتکیه واقع شده و این اثر در تاریخ ۳۱ تیر ۱۳۱۳ با شمارهٔ ثبت ۲۰۸ به‌عنوان یکی از آثار ملی ایران به ثبت رسیده است.
آرامگاه سید شمس الدین باقیمانده یک مجموعه بناست که در محله چهار منار یزد قرار دارد و به صورت زیارتگاهی نیمه ویران گاه به گاه محل عبادت پیرزنان محله و به ندرت مورد بازدید علاقه‌مندان به آثار تاریخی و مسافران خارجی واقع می‌شود.
بانی آن سید شمس الدین فرزند سید رکن الدین است. پدر، از سادات محترم شهر و بانی مدرسه است و دستگاه علمی و ستاره‌شناسی به جای گذاشت که شرح و تفصیل آن در کتاب مفصل وقفنامه به نام جامع‌الخیرات (چاپ تهران، ۱۳۴۱) مضبوط است.

گچ‌بری‌ها و شمسه و ایوانِ داخلیِ حرم آرامگاه سید شمس‌الدین

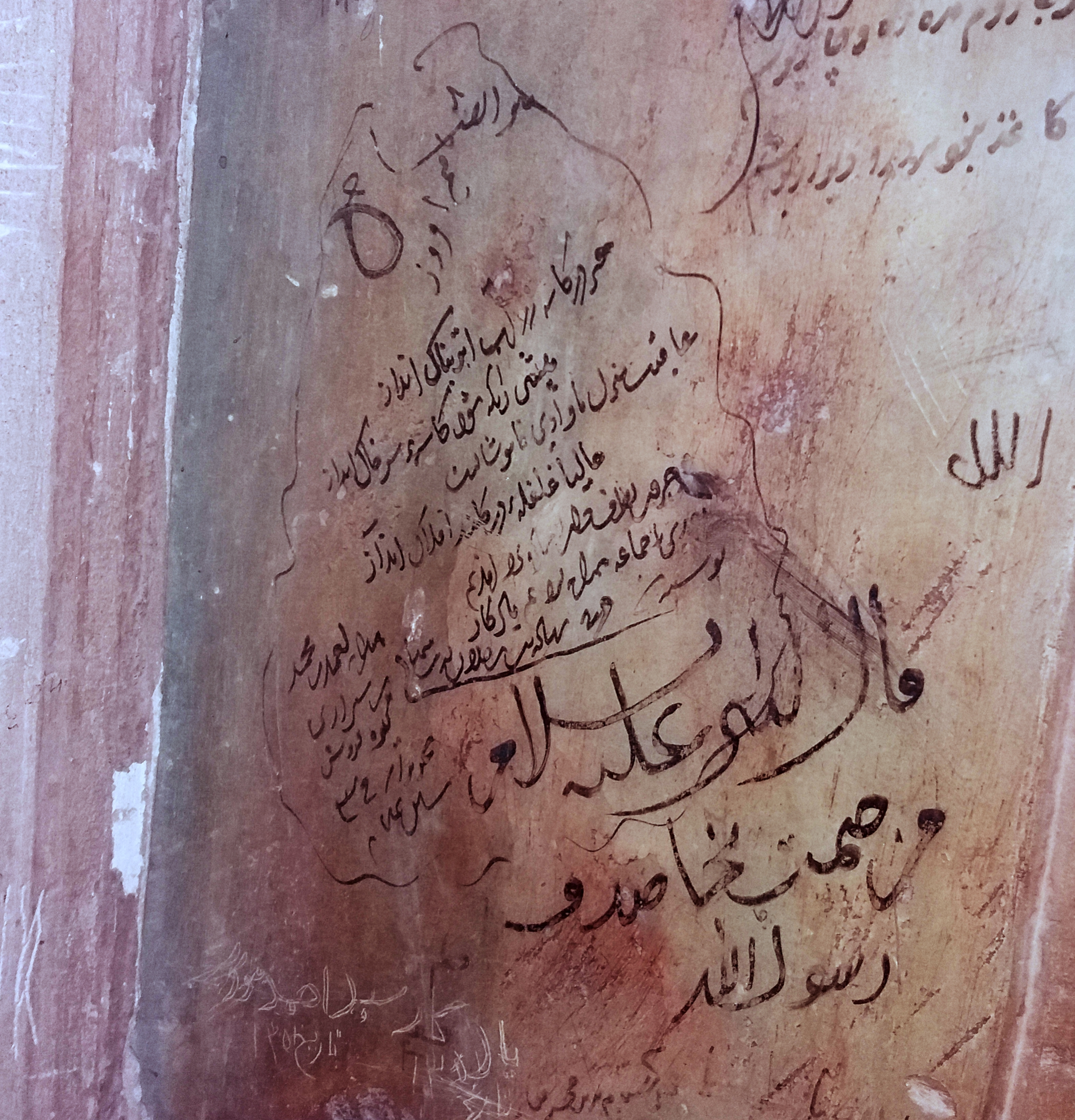
قدیمی ترین دیوار نوشته و یادگاری از اشعار حافظ در جهان٬ بر روی سنگ محراب بقعهٔ سیدشمس الدین چهار منار یزد متعلق به قرن نهم هجری

چون خود سید رکن الدین را پس از درگذشت (سال ۷۳۲) زیر گنبد اصلی مدرسه به خاک سپردند در سده‌های بعد مدرسه به مزار تبدیل می‌شود. اکنون منحصراً زیارتگاهی است از زیارتگاه‌های مشهور و محترم شهر یزد.

سید رکن الدین در قضیه قتل تاجری نصاری که در یزد اتفاق می‌افتد مورد غضب و اتهام سلطان یزد واقع می‌شود و به زندان می‌افتد. فرزندش سید شمس الدین برای خلاصی پدر راه تبریز را پیش می‌گیرد تا به دستور شاه پروانه آزادی پدر را اخذ کند.
سید شمس الدین یکی از دختران خواجه رشیدالدین فضل‌الله طبیب همدانی وزیر مشهور عصر مغول را در عقد زوجیت خود درآورد و دستور آزادی پدر را نیز گرفت. اما در تبریز در گذشت. پس از وفات جسدش را به یزد فرستادند و زیر گنبد مدرسه‌ای که خود بنا کرده بود در خاک گذارده شد. سید شمس الدین با تأسی پدر در محله خارج از شهر آن روزگار یزد به ایجاد مدرسه و بازار و حمام و مسجد و خانقاهی پرداخت که اکنون بنای اصلی و به اصطلاح قدیم گنبد آن باقی مانده‌است و همانجاست که مقبره اوست.
این بنا از دیدگاه تزئینات یکی از شاهکارهای هنر معماری یزدست و نقشه آن را سید شمس الدین در تبریز طرح می‌کند و به یزد می‌فرستد که این حکایت از آن دارد که معماران ایرانی طرح ساختمان‌ها را بر روی کاغذ می‌آورده‌اند و سپس بروی زمین رنگ می‌ریخته‌اند و پی می‌کنده‌اند.

گروه «دوشنبه‌های رهایی» در مقابل ایوان مدرسۀ شمسیه، در برنامه‌ی بازدید هفتگی «دوشنبه‌بازدید». بهمن ۱۴۰۲

تزئینات باقی مانده این بنا عبارت است: کتیبه گچ‌بری به خط جلی زیبا در پیش درگاه ورودی، کاشیکاریهای معرق در همین پیش درگاه، طرحها و گل اندازیها و رسمهای هندسی و ترنج ها و شمسه ها و حاشیه‌ها به رنگ و روغن در داخل صحن زیر گنبد (که موریانه آسیب بسیار شدید به آنها وارد کرده‌است و به دشواری می‌توان روزگاری این آثار را مرمت کرد).
از تزئینات دیگر این بنا دوره سنگ مرمر محراب آن است که زن سید شمس الدین آن را در تبریز دستور فرمودند تا تراشیدند و به یزد فرستاد.
روی این دوره سنگ آیات ۱۷–۲۰ سوره آل عمران را کنده‌کاری کرده‌اند. بر روی بخش‌های دسترس این سنگ‌های مرمر که در دو سوی محراب است در طی سده‌ها مقداری یادگار به خط اشخاص مختلف به مرکب نوشته شده‌است که خود آثاری با ارزش است. البته مقداری هم از یادگارها به علت سائیدگی و کمرنگی ناخواناست و قابل خواندن نیست.